# Golden Globe-galan 1944
1:a
Golden Globe Awards

1944
Bästa film

Sången om Bernadette
Golden Globe-galan 1944 var den första upplagan av Golden Globe Awards, som belönade filminsatser från 1943, och hölls på 20th Century Fox studios i Los Angeles, Kalifornien.

## Vinnare
| Bästa film - Sången om Bernadette – William Perlberg           | Bästa regissör - Henry King – Sången om Bernadette                |
| Bästa manliga huvudroll - Paul Lukas – En dag skall komma      | Bästa kvinnliga huvudroll - Jennifer Jones – Sången om Bernadette |
| Bästa manliga biroll - Akim Tamiroff – Klockan klämtar för dig | Bästa kvinnliga biroll - Katina Paxinou – Klockan klämtar för dig |

### Filmer med flera vinster
| Vinster | Film                    |
| ------- | ----------------------- |
| 3       | Sången om Bernadette    |
| 2       | Klockan klämtar för dig |